# Rajpur
Rajpur là một thị xã và là một nagar panchayat của quận Barwani thuộc bang Madhya Pradesh, Ấn Độ.

## Địa lý
Rajpur có vị trí 21°56′B 75°08′Đ / 21,93°B 75,13°Đ Nó có độ cao trung bình là 225 mét (738 feet).

## Nhân khẩu
Theo điều tra dân số năm 2001 của Ấn Độ, Rajpur có dân số 17.913 người. Phái nam chiếm 51% tổng số dân và phái nữ chiếm 49%. Rajpur có tỷ lệ 59% biết đọc biết viết, thấp hơn tỷ lệ trung bình toàn quốc là 59,5%: tỷ lệ cho phái nam là 68%, và tỷ lệ cho phái nữ là 49%. Tại Rajpur, 17% dân số nhỏ hơn 6 tuổi.